# John Thomas Draper
John Thomas Draper, più noto come Cap'n Crunch o Captain Crunch (Las Vegas, 11 marzo 1943), è un programmatore e hacker statunitense. È inoltre considerato uno dei primi phreaker della storia.

## Biografia
Figlio di un ingegnere della US Air Force, entrò a sua volta nell'aeronautica militare USA nel 1964, e durante il suo periodo di stanza in Alaska, scoprì come effettuare telefonate gratuitamente.  Ricevette un numero di telefono da un certo Danny, e il numero lo collegava ad una primordiale chat telefonica, in cui si parlava un gergo tecnico che lui non conosceva. Andò a casa di Danny e scoprì che era un ragazzo cieco e, con altri due amici, nella sua camera, giocava con il telefono e una tastiera musicale.
Il ragazzino spiegò a John che la tastiera emetteva un suono con una frequenza di 2600 Hz, e permetteva loro di telefonare gratis. Per puro caso scoprì che il fischietto contenuto nelle scatole di un cereale, Cap'n Crunch, emetteva un suono con la frequenza giusta. Dopo questa scoperta uno dei suoi soprannomi più comuni e conosciuti fu proprio Cap'n Crunch o Captain Crunch. John, essendo esperto di elettronica, grazie a questa scoperta costruì la prima blue box, che permetteva di telefonare gratis. John e i suoi amici, però, non si limitarono a chiamare amici e parenti gratis ma, pervasi dallo spirito hacker aiutavano a migliorare le linee telefoniche della Bell, per esempio segnalando i guasti con chiamate dirette agli operai, i quali intervenivano credendo fosse un collega ad averli chiamati.
Congedatosi con onore nel 1968, ha poi lavorato come ingegnere e disc jockey nella zona della San Francisco Bay Area. Durante gli anni '70 venne arrestato un paio di volte, rilasciato poi ha lavorato per la Apple, scrivendo tra l'altro il primo word processor per l'Apple II, che fu poi comprato dalla IBM e inserito nel primo PC IBM.  Successivamente sviluppò anche un cross-assembler utilizzato da Steve Wozniak durante lo sviluppo di macchine quali Apple I e Apple II.
Attualmente sta lavorando al Crunch Box, un Intrusion Prevention System basato su OpenBSD.

## Aneddoti e curiosità
Secondo una leggenda, John e i suoi amici riuscirono a scoprire un numero riservato della Casa Bianca e intercettarono le chiamate in entrata e in uscita, trasmettendo tutto dagli altoparlanti del laboratorio. Un giorno avrebbero ascoltato un agente della CIA parlare con Richard Nixon, e sentirono che la password per parlare con il presidente era Olympus. Chiamarono allora il numero riservato, e questa una trascrizione del dialogo che sarebbe avvenuto:
```
John: "Olympus, per favore"
Operatore: "Un attimo, per favore..."
Nixon: "Che succede?"
John: "Signor Presidente, è in atto una crisi qui, a Los Angeles"
Nixon: "Che tipo di crisi?"
John: "Siamo senza carta igienica, Signor Presidente."
```